# Franciszek Barda
Franciszek Barda (ur. 21 sierpnia 1880 w Mszanie Dolnej, zm. 13 listopada 1964 w Przemyślu) – polski duchowny rzymskokatolicki, doktor teologii, rektor seminarium duchownego w Krakowie w latach 1930–1931, biskup pomocniczy przemyski w latach 1931–1933, biskup diecezjalny przemyski w latach 1934–1964.

## Życiorys
Urodził się 21 sierpnia 1880 w Mszanie Dolnej. W latach 1892–1900 był wychowankiem małego seminarium duchownego w Krakowie. W tym czasie kształcił się w Gimnazjum im. Jana III Sobieskiego i Gimnazjum św. Anny w Krakowie. W 1900 złożył świadectwo dojrzałości. Następnie odbył studia w seminarium duchownym w Krakowie i na Wydziale Teologicznym Uniwersytetu Jagiellońskiego. Na prezbitera został wyświęcony 26 lipca 1904 w Krakowie przez kardynała Jana Puzynę. Od 1903 kontynuował studia na Uniwersytecie Gregoriańskim w Rzymie, które ukończył w 1907 uzyskaniem doktoratu z teologii.
Powróciwszy do Krakowa, został wikariuszem w parafii św. Anny. Pracował jako prefekt w Gimnazjum św. Anny i w Państwowym Gimnazjum Żeńskim w Krakowie. W latach 1910–1914 był prefektem i wicerektorem krakowskiego seminarium duchowego, a od 1919 do 1922 profesorem teologii moralnej w seminarium duchownym w Poznaniu. Od 1925 do 1928 piastował stanowisko rektora Instytutu Polskiego w Rzymie, a w latach 1930–1931 sprawował urząd rektora krakowskiego seminarium.
10 lipca 1931 papież Pius XI mianował go biskupem pomocniczym diecezji przemyskiej ze stolicą tytularną Medea. Święcenia biskupie otrzymał 30 sierpnia 1931 w katedrze w Przemyślu. Konsekrował go miejscowy biskup diecezjalny Anatol Nowak w asyście Edwarda Komara, biskupa pomocniczego tarnowskiego, i Stanisława Rosponda, biskupa pomocniczego krakowskiego. Jako dewizę biskupią przyjął słowa „Pax Christi” (Pokój Chrystusa). W diecezji objął urząd wikariusza generalnego.
Po śmierci biskupa Anatola Nowaka, 5 kwietnia 1933 został wybrany wikariuszem kapitulnym diecezji, a 25 listopada 1933 prekonizowany biskupem diecezjalnym. 21 stycznia 1934 objął rządy w diecezji. W 1936 przeprowadził kongres eucharystyczny, w którym uczestniczyło 100 000 wiernych, a w 1955 synod, na którym skodyfikowano prawo diecezjalne. Erygował około 100 nowych parafii, których kościoły zostały założone głównie w opuszczonych cerkwiach greckokatolickich. Pomimo sprzeciwów władz komunistycznych przyczynił się do wybudowania kilku kościołów na terenie swojej diecezji. Utworzył Instytut Wyższej Kultury Religijnej w Przemyślu i Katolicki Uniwersytet Ludowy w Ujeznej. Powołał diecezjalny Caritas, wspierał rozwój Akcji Katolickiej, wzniósł Dom Katolicki w Przemyślu. Przed wojną nie brał udziału w działalności politycznej. Pod koniec lat 30. działał na rzecz uspokojenia radykalnych nastrojów środowisk wiejskich i organizacji młodzieżowych. Podczas okupacji niemieckiej zachował nieugiętą postawę. W okresie powojennym władze komunistyczne uznały go za niebezpiecznego przeciwnika ustroju i ZSRR.
W Episkopacie Polskim był członkiem Komisji do Spraw Społecznych oraz Fundacji i Zakładów Opiekuńczych, po wojnie zasiadał w Komisji Głównej. Uczestniczył w pierwszej sesji soboru watykańskiego II. Konsekrował biskupów pomocniczych przemyskich: Wojciecha Tomakę (1934), Stanisława Jakiela (1957) i Bolesława Taborskiego (1964), a także biskupa Bolesława Kominka (1954). Był współkonsekratorem podczas sakry biskupa pomocniczego tarnowskiego Michała Blecharczyka (1958), biskupa pomocniczego krakowskiego Juliana Groblickiego (1960) i biskupa diecezjalnego tarnowskiego Jerzego Ablewicza (1962).
Zmarł 13 listopada 1964 w Przemyślu. 16 listopada 1964 został pochowany w podziemiach miejscowej katedry.

## Odznaczenia
W 1937 „za wybitne zasługi na polu pracy społecznej” został odznaczony Krzyżem Komandorskim z Gwiazdą Orderu Odrodzenia Polski.